# Josune Gorospe
Miren Josune Gorospe Elezkano (Dima, Vizcaya, 16 de abril de 1969) es una política vasca de ideología nacionalista vasca. Actualmente es Diputada por Vizcaya en el Congreso de los Diputados.

## Biografía

### Inicios
Nació el 16 de abril de 1969 en Dima. Se afilió siendo joven a EAJ-PNV y formó parte de sus juventudes, EGI.
Gorospe es Diplomada en Ciencias Empresariales por la UPV/EHU y Licenciada en Antropología por la Universidad de Deusto.
A nivel profesional, ha trabajado durante más de 20 años en el ámbito de la dinamización sociocultural y posteriormente en la gestión administrativo-financiera como liquidadora de tributos en Hacienda y como Jefa de Sección de Cultura en la Diputación Foral de Vizcaya.

### Cargos políticos e institucionales
Comenzó su andadura política en 2010, cuando fue elegida Parlamentaria en sustitución de José María González Zorrilla.
Un año después, en 2011, entró como concejala en el Ayuntamiento de Dima, y fue Presidenta de la Mancomunidad de Municipios de Arratia entre 2011 y 2015.
El 13 de mayo de 2019 deja el Parlamento Vasco para ocupar su escaño en el Congreso tras haber sido la número tres de la lista de EAJ-PNV por Vizcaya, escaño que revalida en las elecciones generales de noviembre de 2019 y actualmente desempeña.
A nivel interno, Gorospe es miembro del Bizkai Buru Batzar del partido jeltzale desde enero de 2016.